# Aïllant topològic

Un diagrama de fases (informal) amb aïllants topològics, aïllants trivials i conductors. No hi ha cap camí des dels aïllants topològics als aïllants trivials que no travessi la fase conductora. El diagrama representa a invariant topològic, ja que hi ha dues "illes" d'aïllants.

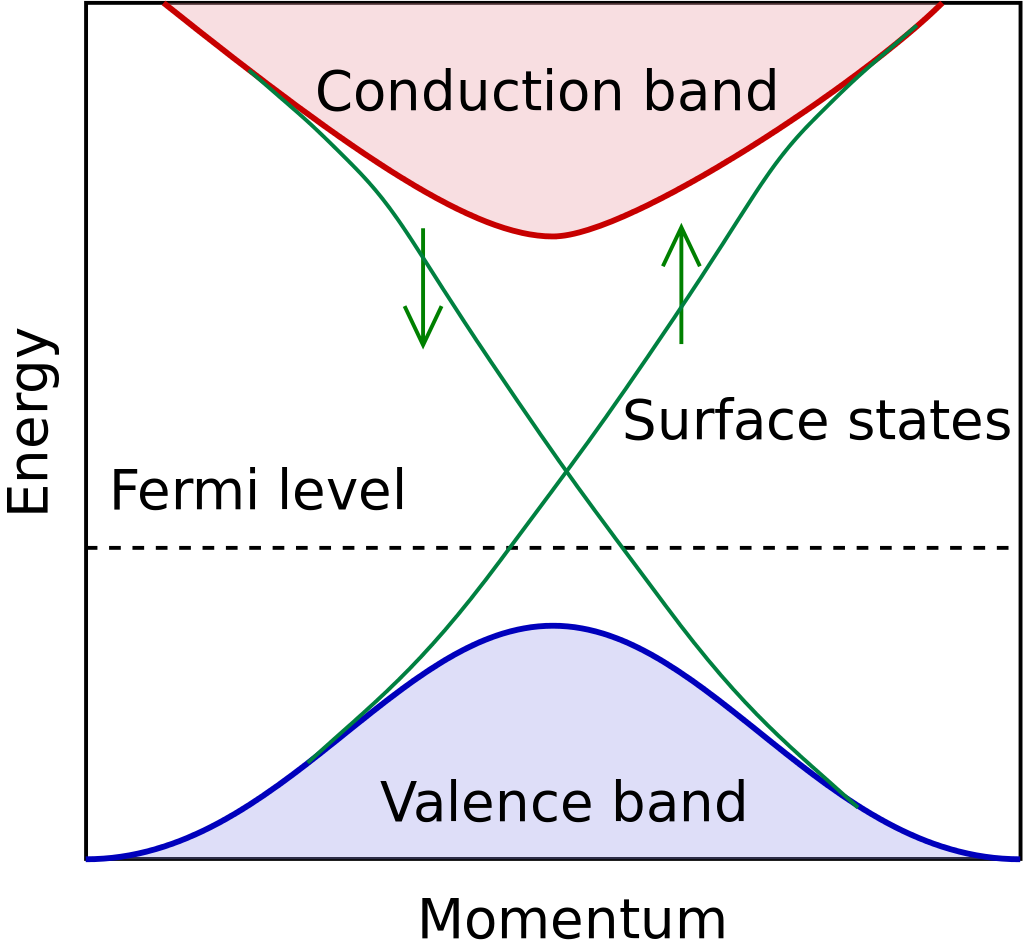
Una estructura de bandes idealitzada per a un aïllant topològic simètric amb inversió de temps 3D. El nivell de Fermi es troba dins del buit de la banda a granel que està travessat per estats de superfície de Dirac amb textura de gir protegits topològicament.

Un aïllant topològic és un material l'interior del qual es comporta com un aïllant elèctric mentre que la seva superfície es comporta com un conductor elèctric, significa que els electrons només es poden moure al llarg de la superfície del material.
Un aïllant topològic és un aïllant per la mateixa raó que ho és un aïllant "trivial" (ordinari): existeix un buit d'energia entre les bandes de valència i conducció del material. Però en un aïllant topològic, aquestes bandes són, en un sentit informal, "torçades", en relació amb un aïllant trivial. L'aïllant topològic no es pot transformar contínuament en un de trivial sense desenrotllar les bandes, la qual cosa tanca la bretxa de banda i crea un estat conductor. Així, a causa de la continuïtat del camp subjacent, la vora d'un aïllant topològic amb un aïllant trivial (incloent el buit, que és topològicament trivial) es veu obligada a suportar un estat conductor.
Com que això resulta d'una propietat global de l'estructura de bandes de l'aïllant topològic, les pertorbacions locals (preservant la simetria) no poden danyar aquest estat superficial. Això és exclusiu dels aïllants topològics: mentre que els aïllants normals també poden suportar estats superficials conductors, només els estats superficials dels aïllants topològics tenen aquesta propietat de robustesa.
Això condueix a una definició més formal d'aïllant topològic: un aïllant que no es pot transformar adiabàticament en un aïllant normal sense passar per un estat conductor intermedi. En altres paraules, els aïllants topològics i els aïllants trivials són regions separades en el diagrama de fases, connectades només per fases conductores. D'aquesta manera, els aïllants topològics proporcionen un exemple d'un estat de la matèria no descrit per la teoria de ruptura de simetria de Landau que defineix estats ordinaris de la matèria.

## Propietats
El bloqueig de spin-moment a l'aïllant topològic permet que els estats de superfície protegits per simetria allotgin partícules de Majorana si s'indueix la superconductivitat a la superfície dels aïllants topològics 3D mitjançant efectes de proximitat. (Tingueu en compte que el mode zero de Majorana també pot aparèixer sense aïllants topològics.) La no-trivialitat dels aïllants topològics està codificada en l'existència d'un gas de fermions de Dirac helicoïdals. S'han observat partícules de Dirac que es comporten com a fermions relativistes sense massa en aïllants topològics 3D. Tingueu en compte que els estats de superfície sense espai dels aïllants topològics difereixen dels de l'efecte Hall quàntic: els estats de superfície sense espai dels aïllants topològics estan protegits per simetria (és a dir, no topològics), mentre que els estats de superfície sense espai en l'efecte Hall quàntic són topològics (és a dir, robust contra qualsevol pertorbació local que pugui trencar totes les simetries). El {\displaystyle \mathbb {Z} _{2}} els invariants topològics no es poden mesurar mitjançant mètodes de transport tradicionals, com ara la conductància de spin Hall, i el transport no es quantifica pel {\displaystyle \mathbb {Z} _{2}} invariants. Un mètode experimental per mesurar {\displaystyle \mathbb {Z} _{2}} es van demostrar invariants topològics que proporcionen una mesura de la {\displaystyle \mathbb {Z} _{2}} ordre topològic. (Tingueu en compte que el terme {\displaystyle \mathbb {Z} _{2}} L'ordre topològic també s'ha utilitzat per descriure l'ordre topològic amb emergent {\displaystyle \mathbb {Z} _{2}} teoria gauge descoberta el 1991.) De manera més general (en el que es coneix com la manera deu vegades) per a cada dimensionalitat espacial, cadascuna de les deu classes de simetria Altland-Zirnbauer d'hamiltonians aleatoris etiquetades pel tipus de simetria discreta (simetria d'inversió de temps, simetria de forat de partícules, i simetria quiral) té un grup corresponent d'invariants topològics (o sigui {\displaystyle \mathbb {Z} }, {\displaystyle \mathbb {Z} _{2}} o trivial) tal com descriu la taula periòdica d'invariants topològics.